# Шарп (језеро)
Шарп (енгл. Lake Sharpe) је вештачко језеро у Сједињеним Америчким Државама. Налази се на територији америчке савезне државе Јужна Дакота. Површина језера износи 231 km².